# Office national du tourisme de Chine
L'Office national du tourisme de Chine (CNTA; en chinois: 国家旅游局, pinyin : Guójiā lǚyóu Jú) est l'autorité du gouvernement Chinois responsable du développement touristique dans le pays. L'office est subordonné au Conseil des affaires de l’État. Son siège social est situé à Pékin, avec des bureaux dans plusieurs provinces.